# Pseudoeurycea werleri
Pseudoeurycea werleri är en groddjursart som beskrevs av Samuel Taylor Darling och Smith 1954. Pseudoeurycea werleri ingår i släktet Pseudoeurycea och familjen lunglösa salamandrar. IUCN kategoriserar arten globalt som starkt hotad. Inga underarter finns listade i Catalogue of Life.